# (32067) Ranganathan
2000 JW56 (asteroide 32067) é um asteroide da cintura principal. Possui uma excentricidade de 0.07751630 e uma inclinação de 7.32335º.
Este asteroide foi descoberto no dia 6 de maio de 2000 por LINEAR em Socorro.